# Flughafen Sewastopol

i7
i11
i13

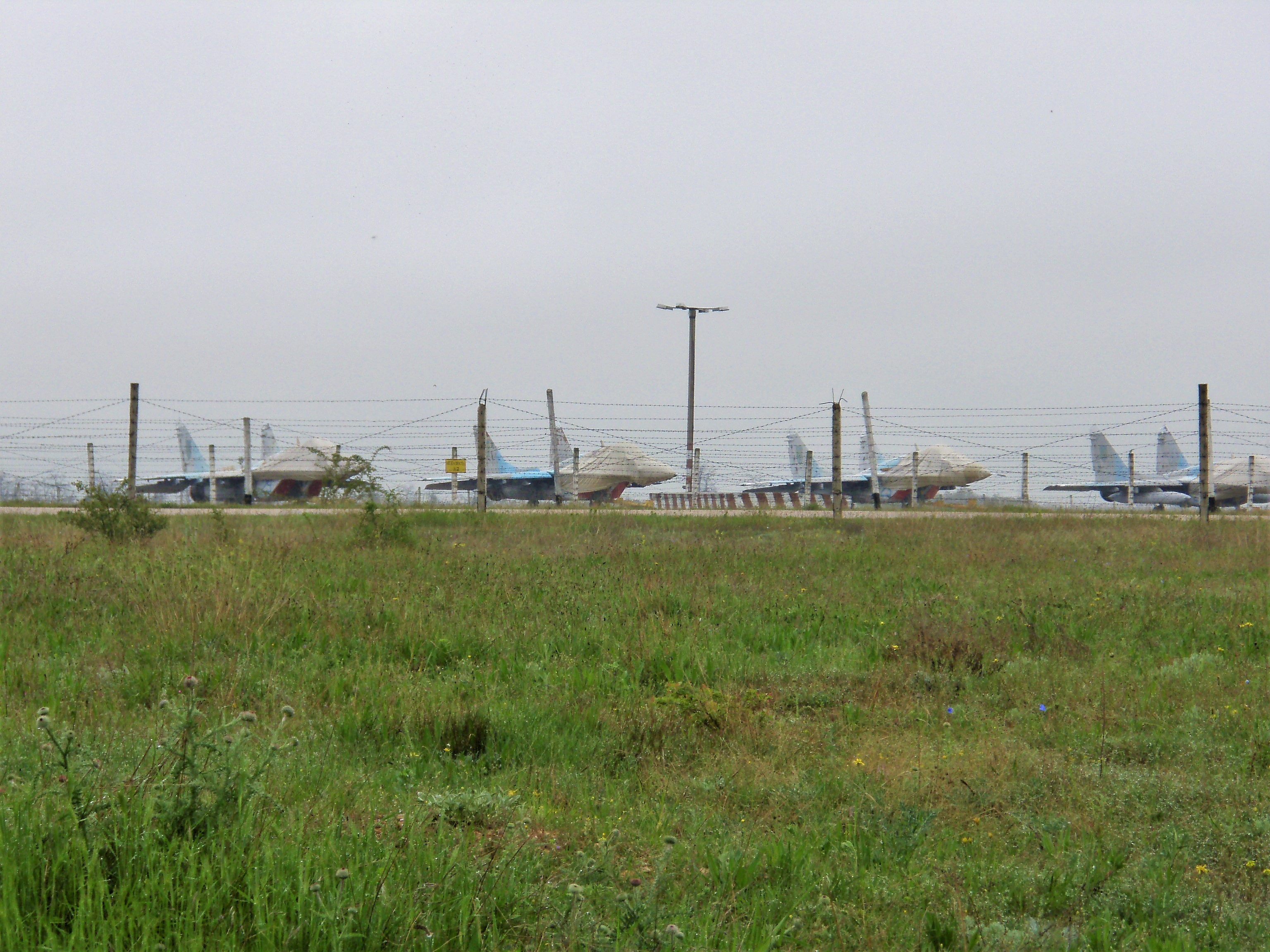
Ukrainische MiG-29 im militärischen Teil des Flughafens Sewastopol

Der Flughafen Sewastopol (russisch Міжнародний аеропорт Севастополь "Бельбек", IATA-Code: UKS, ICAO-Code: UKFB) ist ein internationaler Flughafen in Sewastopol. Der Flugplatz befindet sich in Küstennähe im Rajon Nachimow, etwa neun Kilometer nördlich von Sewastopol.

## Geschichte
Die Sowjetunion legte den Flugplatz im Juni 1941 an, kurz vor dem Beginn des deutsch-sowjetischen Krieges, als Militärflugplatz an. 
Nach dem Zweiten Weltkrieg wurde die bis dahin unbefestigte Start- und Landebahn betoniert. Der Flugplatz wurde in der zweiten Hälfte der 1980er Jahre erweitert und ausgebaut und später zeitweise auch zivil genutzt.
Im Dezember 2002 erhielt der Flughafen eine Lizenz zur Abfertigung internationaler Flüge. In den Jahren 2002 bis 2007 wurden 2500 Flüge mit etwa 25.000 Fluggästen abgewickelt. Im Jahr 2007 wurde die Durchführung ziviler Flüge ausgesetzt. Im Frühjahr 2009 wurde die Wiederaufnahme des zivilen Luftverkehrs angekündigt. Der zivile Teil des Flugplatzes gehörte Ihor Kolomojskyj.
Am 31. Januar 2024, fast zwei Jahre nach dem Beginn des völkerrechtswidrigen Angriffskrieges Russlands gegen die Ukraine, beschossen ukrainische Streitkräfte den Flughafen.

### Militärische Nutzung
Während des Kalten Krieges waren auf dem sowjetischen Luftwaffenstützpunkt Abfangjäger stationiert. Ende 1991 waren dort 39 Abfangjäger vom Typ Su-15TM und von 1989 bis 1992 auch 14 Luftüberlegenheitsjäger vom Typ Su-27 stationiert. 
Nach der Unabhängigkeit der Ukraine kam der Stützpunkt zur ukrainischen Luftwaffe. Im Jahr 1996 ersetzte die Ukraine die veralteten Su-15TM durch Su-27.
Der militärische Teil des Flughafens wurde 1991 bis Anfang 2014 im Rahmen eines Stationierungsabkommens sowohl von den ukrainischen Luftstreitkräften als auch von der russischen Armee (über die Schwarzmeerflotte) benutzt. Seit der völkerrechtswidrigen Annexion der Krim durch Russland  im Frühjahr 2014 wird er nur noch von der russischen Armee genutzt; der zivile Teil wurde verstaatlicht.

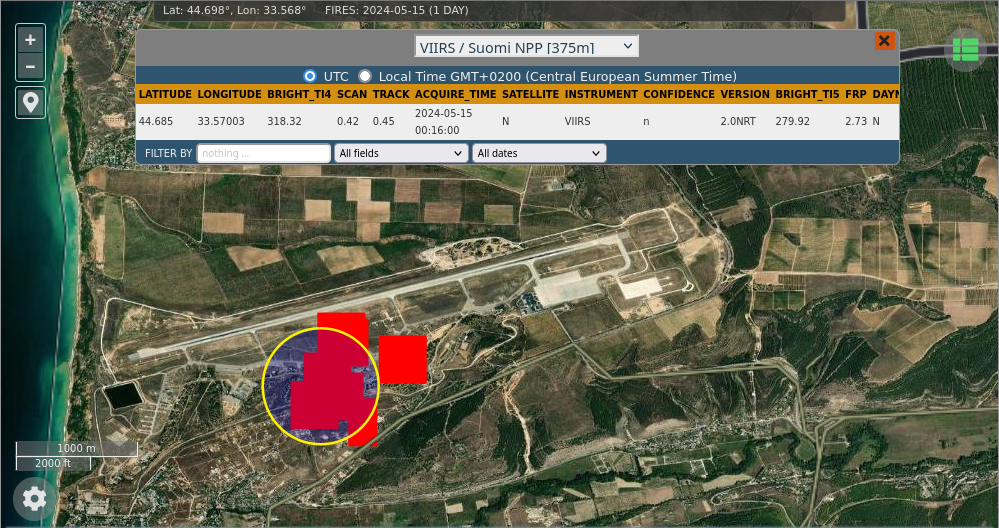
NASA-satellitenfoto zeigt großflächige Feuer am 15. Mai 2024 00:16:00 (UTC)

Mitte Mai 2024 wurden nach Angaben des Satellitenunternehmens Maxar Technologies drei russische Kampfflugzeuge (zwei MiG-31 und eine Su-27) sowie eine Treibstoffanlage bei einem ukrainischen Angriff zerstört.
Mitte Juni 2024 teilte der ukrainische Generalstab mit, es seien erfolgreiche Luftangriffe gegen Flugabwehrstellungen auf der Krim durchgeführt worden, beim Militärflughafen Sewastopol seien dabei mehrere mit S-300- und S-400-Systemen ausgerüstete Divisionen angegriffen worden. Zwei Radaranlagen seien zerstört worden, zudem seien Munitionsvorräte explodiert.

## Infrastruktur
Die erste Start- und Landebahn des Flughafens verfügte über eine Fläche von 3007 m × 48 m (Klasse B). Das maximale Startgewicht von Flugzeugen ist nicht begrenzt. Im Jahr 2018 wurde auf dem Areal mit dem Bau einer zweiten Startbahn begonnen, laut staatlichen russischen Angaben zur Ermöglichung eines Zivilluftverkehrs. Am 22. November 2018 wurde die zweite, für Fernfliegerkräfte bestimmte Startbahn mit einer Länge von 3450 m in Betrieb genommen.